# 朝鮮史研究会
朝鮮史研究会（ちょうようせんしけんきゅうかい）は、日本の朝鮮史研究者の学術的交流団体。1959年1月に創立、会員数約500人。